# Chimarra cachina
Chimarra cachina är en nattsländeart som beskrevs av Martin E. Mosely 1942. Chimarra cachina ingår i släktet Chimarra och familjen stengömmenattsländor. Inga underarter finns listade i Catalogue of Life.